# Heart of a Lion
Pour plus de détails, voir Fiche technique et Distribution.
Heart of a Lion (Leijonasydän) est un film finlandais et suédois écrit par Aleksi Bardy et réalisé par Dome Karukoski, sorti en 2013.
Le film est nommé pour quatre Jussis, ceux de meilleur montage (Harri Ylönen), meilleur réalisateur (Dome Karukoski), meilleur film (Aleksi Bardy) et meilleur acteur de soutien (Jasper Pääkkönen). Pääkkönen remporte sa catégorie. Dome Karukoski est également nommé comme «Directors to Watch» au Festival international du film de Palm Springs.

## Synopsis
« Un néo-nazi tombe en amour avec une femme qui a un enfant métis, ce qui chamboule ses valeurs,. »

## Fiche technique
- Titre : Heart of a Lion
- Titre original : Leijonasydän
- Titre en suédois : Lejonhjärtat
- Réalisation : Dome Karukoski
- Scénario : Aleksi Bardy
- Montage : Harri Ylönen
- Sociétés de production : Film i Väst, Helsinki Filmi Oy et Suomen Elokuvasäätiö
- Pays d'origine :  Finlande et  Suède
- Langue : finnois
- Genre : Film dramatique et romantique
- Durée : 104 minutes
- Dates de sortie[4] :
  -  Canada : 6 septembre 2013 (Festival international du film de Toronto)
  -  Finlande : 18 octobre 2013
  -  Canada : 5 janvier 2014 (Festival international du film de Palm Springs)
  -  Estonie : 21 mars 2014
  -  Hongrie : 8 avril 2014 (Titanic International Filmpresence Festival)
  -  Pologne : 12 septembre 2014
  -  Macédoine : 24 septembre 2014 (Festival du Film Cineplexx)
  -  France : 22 octobre 2014
  -  Portugal : 26 mars 2015
  -  Allemagne : 29 mai 2015 (DVD et Blu-ray)
  -  Suède : 3 juin 2016 (TV)

## Distribution
- Laura Birn : Sari[5]
- Peter Franzén : Teppo
- Jussi Vatanen : Kulmala
- Jasper Pääkkönen : Harri
- Pamela Tola : Tölli
- Mikko Neuvonen : Daniel
- Timo Lavikainen : Olli
- Laura Munsterhjelm : Docteur
- Yusufa Sidibeh : Rhamadhani
- Jani Toivola : Salif
- Stan Saanila : Rämö
- Jouni Nurminen : Urologue
- Niko Vakkuri : Reko
- Eeva Litmanen : Enseignant
- Deogracias Masomi : Ahmed
- Suada Rrahmani : Lähibaarin tyttö

## Distinctions

### Récompenses
- Jussis 2014 : Meilleur acteur de soutien (Jasper Pääkkönen)
- Festival international du film de Tróia :
  - Audience Award (Dome Karukoski)
  - FIPRESCI Prize (Dome Karukoski)
  - SIGNIS Award (Dome Karukoski)
- Festival international du film de Palm Springs 2014 : «Directors to Watch» (Dome Karukoski)

### Nominations
- Jussis 2014 : 
  - Meilleur montage (Harri Ylönen)
  - Meilleur réalisateur (Dome Karukoski)
  - Meilleur film (Aleksi Bardy)